# George Sherman Lane
George Sherman Lane (* 28. September 1902; † 18. September 1981 in Chapel Hill, North Carolina) war ein US-amerikanischer Sprachwissenschaftler. Der Schwerpunkt seiner Arbeit lag in der Erforschung des Tocharischen.

## Leben
Lane studierte ab 1922 an der Universität von Iowa, wo er mit dem Early English Text Society Prize seine erste Auszeichnung erhielt, und schloss 1927 mit einem Magister in Anglistik ab. Gaststudien in Reykjavík, wo er Sanskrit lernte, und Paris folgten. In Chicago wurde er Mitarbeiter am Wörterbuch der Indoeuropäischen Synonyme. Nach seiner Dissertation wechselte er an die University of North Carolina in Chapel Hill, wo er weiter die tocharische Sprache, besonders die Grammatik von Tocharisch B, erforschte. 1952 wurde Lane in die American Academy of Arts and Sciences gewählt.
Sein Sohn Eugene N. Lane (1936–2007) wurde Professor für klassische Philologie.

## Werke (Auswahl)
- Words for clothing in the principal Indo-European languages. Diss. Chicago 1930. NDr. 1966 der Ausgabe 1931
- Vocabulary to the Tocharian Puṇyavantajātaka. Baltimore 1948
- Studies in Kuchean grammar. Baltimore 1952